# Cofana lineatus
Cofana lineatus är en insektsart som först beskrevs av William Lucas Distant 1908.  Cofana lineatus ingår i släktet Cofana och familjen dvärgstritar. Inga underarter finns listade i Catalogue of Life.